# منتخب أذربيجان لكرة السلة
منتخب أذربيجان لكرة السلة هو ممثل أذربيجان الرسمي في المنافسات الدولية في كرة السلة. ينتمي إلى منطقة الاتحاد الأوروبي لكرة السلة. انضم إلى الاتحاد الدولي لكرة السلة في عام 1991.